# 哈元章
哈元章（1924年—1995年），台灣京劇演員，工生行，曾任台北市中國文化大學戲劇學系中國戲劇組副教授，教授京劇。
北京富連成科班「元」字科出身，國共內戰中加入軍中劇團來臺，在臺終老。劇評將他和胡少安、李金棠、周正榮稱為台灣四大鬚生。